# Els joves
Els joves (títol original en anglès: The Young Ones) és una sèrie de televisió d'humor del gènere comèdia de situació emesa entre 1982 i 1984 per la BBC. El programa combinava l'estil tradicional de les comèdies de situació amb la violenta astracanada, els canvis d'argument més incongruents i el surrealisme. Aquest estil es combinava amb les actituds i les creences de classe treballadora present en la comèdia alternativa de la dècada del 1980, en el qual tots els actors excepte Christopher Ryan havien participat.

## Argument
La sèrie gira al voltant de quatre estudiants universitaris que comparteixen una casa: l'agressiu punk Vyvyan (Adrian Edmondson), el presumptuós anarquista Rick (Rik Mayall), el sofert hippie Neil (Nigel Planer) i el misteriós i menut Mike (Christopher Ryan). També hi actuava Alexei Sayle interpretant alhora el propietari del pis i diversos personatges més.
El seu humor caòtic i poc convencional va ajudar a portar la comèdia alternativa a la televisió als anys 1980 i va convertir en noms coneguts els seus actors i guionistes. Poc després, el programa va ser emès a MTV, essent un dels primers programes no musicals emesos per aquesta cadena en els seus inicis. Val a dir que la música hi tenia molta importància, ja que en diferents episodis hi participaven grups new wave i rock de l'època, com Madness, The Damned, Motörhead i Dexys Midnight Runners, entre d'altres. També hi feien aparicions especials diversos actors anglesos coneguts, com ara Robbie Coltrane, Stephen Fry, Terry Jones, Hugh Laurie, Jennifer Saunders o Emma Thompson.
El 2004, la sèrie va ser elegida en el número 31 en la votació organitzada per la BBC per a triar la millor sitcom del Regne Unit. Va ser emesa doblada al català per TV3 a partir del 9 de febrer de 1986 i reposada en diverses ocasions.

## Història
La sèrie té el seu origen en els clubs de comèdia del circuit londinenc a finals de la dècada del 1970 i començaments de la dècada següent. Alexis Sayle era un dels actors més prolífics d'aquest circuit. Adrian Edmondson i Rik Mayall que s'havien conegut a la universitat, treballaven a l'obra 20th Century Coyote, que sovint tenia escenes de violència molt semblants a les que trobem a Els Joves. Mentrestant, Nigel Planer treballava amb Peter Richardson a The Other Limits on sovint interpretava un hippie.
De mica en mica, aquests espectacles anaren agafant fama, cosa que va permetre que els seus actors es coneguessin i comencessin a treballar junts. La seva feina va cridar l'atenció de Jeremy Isaacs de Channel 4, que va permetre l'aparició de la sèrie The Comic Strip Presents. La BBC veient el potencial del grup va començar a negociar amb ells i amb el productor Paul Jackson per a realitzar una sèrie semblant a The Comic Strip Presents. La sèrie va ser escrita per Rik Mayall i la seva parella Lisa Mayer. Finalment, el projecte es titulà The Young Ones, i va obtenir un gran èxit i reconeixement internacional.
Tot i que la sèrie se situava al nord de Londres, molts dels exteriors es van filmar a Bristol. Els quatre personatges estaven inscrits al fictici Scumbag College, encara que mai no se'ls va veure assistint a classes i rarament se'ls veia estudiar.

## Personatges
- Neil Pye: interpretat per Nigel Planer. Estudiant d'estudis per a la pau a l'Scumbag College. D'estètica hippy, és un pacifista clínicament deprimit que pateix insomni i és vegetarià. El personatge de Neil és extremadament pessimista i pensa que tothom l'odia. Al començament de la sèrie, l'obsessiona la idea del suïcidi. Sovint, Neil és víctima de les burles dels seus companys de pis i és qui fa totes les feines domèstiques, com les compres i la cuina. No li agrada la tecnologia i té un discurs continu en favor dels drets dels vegetals i de la pau. La seva actitud davant de la vida és de pau i amor i en contra dels enfrontaments bèl·lics i l'energia nuclear. El seu plat preferit són les llenties, però quan no n'hi ha sempre mengen Corn flakes, per tant, aquesta és la dieta bàsica de tots Els Joves, ja que el Neil és l'únic que cuina. Sempre detecta les males vibracions i el mal karma.[7]

- Rick: interpretat per Rik Mayall. Nascut fora de Londres, els seus pares viuen al camp. Rick aconsegueix un beca per a estudiar sociologia a l'Scumbag College. Es defineix com un anarquista i radical trotskista i és possiblement el personatge amb una militància política més marcada. Es considera un agitador de masses i el poeta del poble i és molt crític amb la primera ministra Margaret Thatcher. Rick és extremadament hipòcrita, egocèntric i gran aficionat a Cliff Richard. Contínuament intenta atreure l'atenció dels seus companys de pis amb la seva qüestionable intel·ligència. Presenta grans problemes per a establir contacte amb les dones. Dins de la casa, acostuma a ser la víctima, juntament amb Neil Pye, de les bromes dels seus companys. Presumptament homosexual i contínuament acusat de «neneta» i de guardar roba de dona a la seva habitació. Crític amb la policia, que titlla de «fatxes tatxeristes», però a la vegada sempre vol recórrer a la policia per a defensar-se dels atacs dels seus companys. Promou el comunisme i la vida col·lectiva però ningú no pot tocar cap de les seves possessions. Li agradaria sentir-se un màrtir de les seves idees però, en canvi, té por de ser violat a la presó.

- Vyvyan Basterd: interpretat per Adrian Edmondson. Estudiant de medicina a l'Scumbag College. De pare desconegut i mare cambrera, és un estudiant obsessionat per la violència en tots els seus vessants. D'estètica punk, gaudeix de la destrucció de tot allò que pot i dels intents de lesió contra Rick i Neil Pye. Una de les seves preferències és jugar a l'assassí, és a dir, mirar de destruir tot allò que troba amb una destral, o intentar que una serra mecànica parteixi en Rick en dues meitats. El defineixen les quatre estrelles que porta al front i un anell al nas, els pantalons elàstics i les botes militars Dr. Martens. També és característic el seu pentinat amb cresta pèl-roja i la jaqueta texana amb lema «Very Metal». Normalment rep les bromes de la seva mare, amb qui durant la sèrie es coneix que feia deu anys que no veia. No es defineix en l'àmbit polític, però no té problemes per ser membre d'un cos repressor quan Mike es converteix en dictador de la casa després que Vyvyan trobi petroli a les golfes.

- Mike The Coolperson: interpretat per Christopher Ryan. Estudiant de dret a l'Scumbag College. Progressa a la universitat a còpia de comprar els professors. És el líder de la casa i no té problemes en fer un cop d'estat i autoproclamar-se «El President» de la casa, o d'organitzar l'atracament d'un banc. Sempre intenta solucionar tots els problemes mitjançant el suborn, i intenta crear-se fama de faldiller i de persona triomfadora amb el sexe femení. Políticament sembla l'expressió del conservadorisme. Quasi sempre porta unes ulleres de sol retro molt grans, i vesteix també retro a l'estil dels anys 1970. Totes les seves frases, disfressades d'un registre culte i formal, amaguen les expressions més sarcàstiques de la sèrie. Tots el respecten de forma incondicional i acaten les seves decisions.

- Múltiples personatges de la família Balowski: interpretats per Alexei Sayle. Dins dels diferents rols de la família Balowsky es pot trobar des d'un vampir, un maníac assassí o l'amo del pis on viuen els quatre estudiants. Acostumen a ser personatges d'origen soviètic que han fugit del comunisme per a viure al Primer Món.

- Brigada Anti-disturbis: ninot de peluix. Es tracta de l'hàmster d'en Vyvyan, el qual acostuma a morir a tots els episodis de forma violenta a mans del seu amo.

- Un cinquè company de pis del qual ningú no pareix adonar-se de la seua presència.[8]

## Llista de capítols
- Primera temporada (1982):
  - Enderroc: Els ocupants de la casa reben la notificació de l'ajuntament de l'enderrocament de casa seva.
  - Petroli: Mentre Vyvyan juga a l'assassí al soterrani, apareix un pou de petroli que provoca canvis en les estructures jeràrquiques de la casa.
  - Avorriment: Els joves intenten trobar una manera d'abatre l'avorriment
  - La bomba: Una bomba nuclear sense explotar apareix al costat de la nevera.
  - Interessant: S'organitza una festa a la casa.
  - Diluvi: Una terrible tempesta deixa Londres sota de l'aigua el que portarà als joves a viure noves aventures.
- Segona temporada (1984):
  - Bambi: Els joves competeixen contra els Footlights Oxbridge College en un programa de preguntes i respostes universitari. El problema rau en el fet que la notícia la rep Neil qui s'oblida de comunicar-la. Quan ho recorda, tots ells agafen a correcuita un tren on estudien les respostes, a excepció de Vyvyan que prefereix treure el cap per la finestra del tren durant un túnel el que li provoca que el seu cap quedi separat del cos. Aquest fet atura el tren i Els joves arriben dues setmanes tard al concurs. aquest és una enganyifa, ja que l'equip d'Oxbridge són rics i poden des de subornar a encertar la pregunta per ser fills de qui són. Els joves s'enfronten en un concurs de preguntes i respostes a un equip fictici interpretat per Hugh Laurie (Lord Monty), Stephen Fry (Lord Snot), Emma Thompson (Miss Money-Sterling) i Ben Elton (Kendal Mintcake).
  - Calers: Neil és forçat a inscriure's a les forces policials.
  - Gore: un estrany paquet provinent de Sud-àfrica, en plena apartheid, impossibilita als joves poder visionar un vídeo eròtic.
  - Temps: Per primera vegada a la seva vida, Rick es desperta acompanyat d'una jove.
  - Malalts: Estant malalts, els joves han de fer mans i mànigues per compaginar la convivència amb els pares d'en Neil i un maníac assassí.
  - Vacances d'estiu: Les vacances d'estiu propicien la recerca de noves sensacions als quatre personatges.